# Zamek Apenburg
Pałac Apenburg (niem. Schloss Apenburg) – nieistniejący już pałac na Wzgórzach Mokrzyckich pomiędzy miejscowościami Mokrzyca Wielka, a Dargobądz zniszczony w 1945 roku, a całkowicie rozebrany po 1970. Pałac położony był w najwyżej części gór Mokrzyckich. Współcześnie znajdują się tam jedynie ruiny murów piwnicznych i fundamenty.  
W średniowieczu w XIV wieku na wzniesieniu znajdował się starszy zamek należący w roku 1324 do rodu von Apenburg. Do rodu tego należały też Mokrzyca Wielka oraz Mokrzyca Mała i Żurawice. W 1780 roku majątek odziedziczyli synowie siostry majora Ernesta Bogusława von Apenburg: kapitan baron Fryderyk Eugen Erdmann von Hiller-Gӓrtringen i porucznik baron Bernhard Fryderyk Heinrich von Hiller-Gӓrtringen. W XIX wieku właścicielem byli baron Carl Ludwig von Hiller-Gӓrtringen oraz Katharina von Hiller, z domu von Hoeppner. Przypuszczalnie w tym czasie (w XIX wieku) na fundamentach starego budynku wzniesiono rezydencję. Przed rokiem 1939 obiekt opustoszał i zyskał miano „Zamku Duchów” (Geschpenster Schloss). W 1939 roku właścicielem była rodzina von Weltzi(e)n. W dokumentach wymienia się Ernę von Weltzi(e)n, z domy baronówna von Hiller-Gӓrtringen.   
Od 2 marca 1945 roku obiekt był miejscem stacjonowania stanowiska dowodzenia dowódcy 2 Fortecznego Pułku Alarmowego (2 Festungs-Alarm-Regiment) komandora podporucznika Willi Jahna, które miały za zadanie bronić miasta Wolin. Pałac został wysadzony przez wojska niemieckie przed kapitulacją wyspy Wolin w 1945 roku. Obszar ten otacza zaniedbany park, gdzie rosną platany, buki, świerki, cisy, modrzewie i żywotniki. Do dzisiaj widoczne są szpalery i dostrzec można aleje.    
Istnieją przypuszczenia, że pewna część cegieł została użyta do odbudowy Warszawy.  